# Rahumäe
Rahumäe – wieś w Estonii, w prowincji Põlva, w gminie Räpina.
We wsi jest przystanek kolejowy Rahumäe.